# Tignall
Tignall es un pueblo ubicado en el condado de Wilkes en el estado estadounidense de Georgia. En el censo de 2000, su población era de 653.

## Demografía
En el 2000 la renta per cápita promedia del hogar era de $21,333, y el ingreso promedio para una familia era de $26,250. El ingreso per cápita para la localidad era de $11,765. Los hombres tenían un ingreso per cápita de $23,000 contra $14,740 para las mujeres.

## Geografía
Tignall se encuentra ubicado en las coordenadas 33°52′1″N 82°44′28″O / 33.86694, -82.74111 (33.866861, -82.741195).
Según la Oficina del Censo, la localidad tiene un área total de 7,4 km² (2,9 mi²), de la cual 7,4 km² (2,9 mi²) es tierra y 0 km² (0 mi²) (0.00%) es agua.